# International Rescue Committee
El International Rescue Committee (Comitè Internacional de Rescat) és una ONG creada per iniciativa d'Albert Einstein el 1933, a fi d'oposar-se a les polítiques racials d'Adolf Hitler. La seva finalitat és ajudar les persones que es trobin perseguits per motius racials, polítics o religiosos.